# Російський світ
«Росі́йський світ» (рос. русский мир), або Pax Moscovita, Pax Moscovica, Pax Rossica, Pax Russica, «московський світ»[джерело?] — російська імперська рашистська геополітично-ідеологічна доктрина епохи панування путінізму, що просувається керівництвом РФ.. На підтримку «співвітчизників» і пропаганду ідей «російського світу» щорічно з бюджету РФ виділяються десятки мільйонів доларів США. Поняття «Російський світ» не має однозначного тлумачення та юридичного визначення. Окремі дослідники, наприклад, Марлен Ларюель, визначають його як «порожній знак» або термін без певного трактування, що дозволяє політичним елітам закріплювати за ним той сенс, який є вигідним у тій чи іншій ситуації. Основа «руского міра» сформована на ірраціональних, еклектичних засадах, якими прихильники цієї доктрини виправдовують вторгнення в Україну, Грузію і інші війни, розпочаті Російською Федерацією.
На своєму початку «російський світ», як просторовий об'єкт, у своєму оформленні був ідеологічним підґрунтям для геополітичного новоутворення «Євразійський Союз», тобто для реставрації колишнього СРСР у нових умовах, найважливішою складовою якого мала бути лояльна проросійська Україна, та згодом перетворився у виправдання прямої військової агресії проти України «[[Новоросія (конфедерація)|для захисту російського і російськомовного населення]]». Ще значно раніше російські шовіністичні кола почали поширювати «загальноросійську ідею» об'єднання українського, білоруського та російського народів в єдиний «загальноросійський народ».
Через багатоаспектність за основними показниками, характерними рисами та суспільно-політичною практикою до розуміння цього поняття є різні підходи: цивілізаційний, історико-ментальний, культурно-цивілізаційний, геокультурний, геополітичний, мережево-глобалістський, соціокомунікативний, релігійно-клерикальний, державно-інструментальний.
Доктринальний термін орієнтуює ідейні основи існування та розвитку російського суспільства через формування симбіозу історичного минулого та перспективного бачення майбутнього в пошуку нової моделі ідеологічного наповнення національної ідеї Росії: створення геополітичної стратегії на теренах колишнього СРСР, використання соціально-комунікаційного впливу РФ на внутрішню політику сусідніх держав, еклектична світоглядна суміш в ідеологічнї, суспільно-політична практика в пропагандистській діяльності, ідеологічний концепт в російському політичному для позначення наднаціональної і трансконтинентальної спільності, комплексна політтехнологія та геополітичний підхід для інтерпретації сучасних політичних процесів правого і лівого спектрів в одному руслі в формі еклектичних поєднувань елементів панславізму, євразійства, російського месіанства, синкретичної політики (комбінація двох стандартних полюсів правого та лівого політичних спектрів чи заперечення їх на основі одномірного політичного спектру) та імперіалізму (в тому числі у вигляді неформальної імперії), ідеології більшовизму і крайніх націоналістичних течій російського білого руху в еміграції..
Соціальний термін „Російський світ“», який як фігури мови використовується на позначення не будь-яких асоціацій з російською культурою, застосовується у вигляді концептуалізації його в значення «російської культурної сфери як сукупності тих країн і народів РФ, чия культура формувалася під впливом зразків часів від Русі до Московського царства, РІ, пострадянських подій початку 1990-х років, та з початку 2000-х років — часів путінської епохи, і включає як російську діаспору, так і російську культуру разом з її впливом у світі».

## Історія терміна «русскій мир»
Перша згадка терміна збереглася в пам'ятці давньоруської літератури XI століття «Слово на оновлення Десятинної церкви». Йшло в ній про вихваляння великим князем Київським Ізяславом Ярославовичем — сином і спадкоємцем Ярослава Мудрого, подвигу Святого Климента. «…Не тільки в Римі, але і всюди: і в Херсонесі і ще в руському мирі», — йдеться в «Слові» про діяння Св. Климента, який широко шанувався на Русі. За церковними переказами, він був одним з апостолів і єпископом у Римі. У період гонінь Св. Климента заслали в каменоломні, що в Херсонесі Таврійському. Страждаючи від спраги, святий помолився, і Господь відкрив водне джерело. Чутки про диво поширився по всьому Таврійському півострову, і багато жителів навернулися в християнство. За наказом римського намісника єпископа прив'язали до якоря і кинули в море, але море розступилося і люди знайшли мученика. Близько 861 року мощі святого Климента були знайдені святими Кирилом і Мефодієм. Слов'янські просвітителі відвезли їх у Рим і передали Папі, що сприяло визнанню церковнослов'янської мови як мови богослужіння. Частина мощей була залишена в Херсонесі, де і лежала в різьбленій гробниці з мармуру, виготовленій візантійськими майстрами.
Існує переказ про те, що після захоплення міста князем Володимиром у 988 році мощі Св. Климента, разом із мармуровим саркофагом, за його наказом були перенесені до Києва, де й почивали в Десятинній церкві — першому кам'яному храмі Київської Русі. Пізніше для мощей Св. Климента була зроблена нова рака. Оскільки син князя Володимира — Ярослав Мудрий був похований 20 лютого 1054 року в згаданій мармуровій гробниці, що збереглася в Софійському соборі до наших днів. У «Слові на оновлення Десятинної церкви» Св. Климент постає як перший небесний заступник Руської землі, мощі якого, разом з Ольжиним Хрестом, були головною вітчизняної святинею. За церковними переказами, частину мощей Св. Климента було передано французькому єпископові Шалона, який приїхав у складі посольства сватати дочку князя Ярослава — Анну Ярославну за французького короля.
Варто трохи сказати й про особу князя Ізяслава Ярославича, який вихваляє подвиги Св. Климента. Його батьком був великий князь Ярослав Мудрий, а матір'ю — шведська принцеса Інгігерда. За життя батька Ізяслав правив у Турові і Новгороді. Після смерті Ярослава він став великим князем Київським. Владу йому довелося ділити з двома іншими братами Ярославичами, щоб уникнути міжусобиць. Серйозним випробуванням для тріумвірату стала поразка від половців і київське повстання 1068 року, після яких Ізяслав утік, але привів на Русь поляків. Попри те, що Ізяславу вдалося повернути престол, втримався він на ньому недовго. За допомогою знову звертався до польського короля, німецького імператора, навіть до папи Римського. Ізяславу Ярославичу вдалося повернутися до Києва, але незабаром він загинув у міжусобній битві на Нежатиній Ниві. Похований князь Ізяслав у соборі Святої Софії в Києві. Літописець, описуючи поховання Ізяслава, говорить про князя так: «Бе ж Ізяслав муж взором красний, тілом великий, незлобивий норовом, кривду ненавидячи, люблячи правду». Втім, історики вважають, що він був не такий простий. На їхню думку, в ті часи під термінами «Рустии миръ», «Русь», «страна Руская», «Руская земля» малося на увазі лише середнє Подніпров'я — території, які входили до великокнязівського домену. Пізніше так стали називати й інші землі від Галича на південному заході до Володимира на північному сході. Про це свідчить інший літературний пам'ятник, але вже XIII століття — «Слово про погибель Руської землі».

## Історія терміна «русскій мір», ідеї, підґрунтя, витоки
Автором філософсько-політичної доктрини «російський світ» вважається сучасний російський філософ, син засновника московської «методологічної школи» Георгія Щедровицького, та тодішній радник російського високопосадового чиновника С.Кирієнка Петро Щедровицький.
Першою причиною конструювання проєкту стало прагнення інтелектуальної і владної еліти Російської Федерації знайти вихід із кризи ідентичності російського суспільства і відцентрових процесів у політичній сфері.
Ця ідеологія знайшла відображення в політичних подіях, які відбуваються у 2014—2016 рр. у Криму і на сході України: анексія Криму 2014 року, так звана «російська весна» (події на сході України у 2014 році) та спроба створення так званої [[Новоросія (конфедерація)|«Новоросії»]], що призвела до війни на сході України. Пропаганда ідей російського світу в Україні покликана коригувати масову свідомість у напрямку, вигідному Російській Федерації, а також слугувала підготовчим плацдармом для вторгнення в Крим. Імперська ментальність, підтримувана ЗМІ, зумовлює схвальне ставлення більшості росіян до привласнення Криму. Тому навіть тоді, коли президент Російської Федерації виголошує інформацію, яка відверто суперечить тій, яку він оприлюднював раніше за тим самим питанням (спочатку про відсутність російських військових на території України, а згодом визнання цього факту як прямо (у Криму), так і опосередковано (на сході України), то це не викликає в авдиторії ні здивування, ні дисонансу.
О. Г. Дугін щодо такої гібридно-месіанської агресії путінського режиму заявляє:

| Якби не було загрози представникам «Російського світу» в Україні, і Крим був би в Україні, і Новоросія була б в Україні, і війни б не було на Донбасі і в інших місцях. Оригінальний текст (рос.) [Если бы не было угрозы представителям Русского мира на Украине, и Крым бы был в Украине, и Новороссия была бы в Украине, и войны бы не было на Донбассе и в остальных местах.] Помилка: [undefined] Помилка: {{Lang}}: немає тексту (допомога): текст вже має курсивний шрифт (допомога) |
Концепція «росі́йського світу» вважається «ідеологічним підґрунтям сучасної російської неоімперської геополітичної доктрини, епохи панування путінізму» і такою, що слугує ідейним підґрунтям для історичного реваншу — воєнної агресії з метою реставрації Росії у кордонах СРСР до 1991 року та «повернення зони впливу» щодо країн-колоній та сателітів у Європі, Закавказзі та Сер. Азії до 1917 року до поразки Росії у Першій світовій війні. Деякі оглядачі вважають проєкт «російського світу» повним аналогом, ремейком або компіляцією нацистського «Третього Райху», на думку Пітера Померанцева є аналогом нацистського Lebensraum
Концепція «російського світу» є також однією зі спроб створення утопічного російськоцентричного східнослов'янського (див. панславізм) альтернативного Європі «цивілізаційного полюсу».
На більш ранніх стадіях «Російський Світ» — це неоколоніальний шовіністичний проект або концепція, що визначається як спільний «цивілізаційний простір», який базується на трьох засадах:
- православ'я,

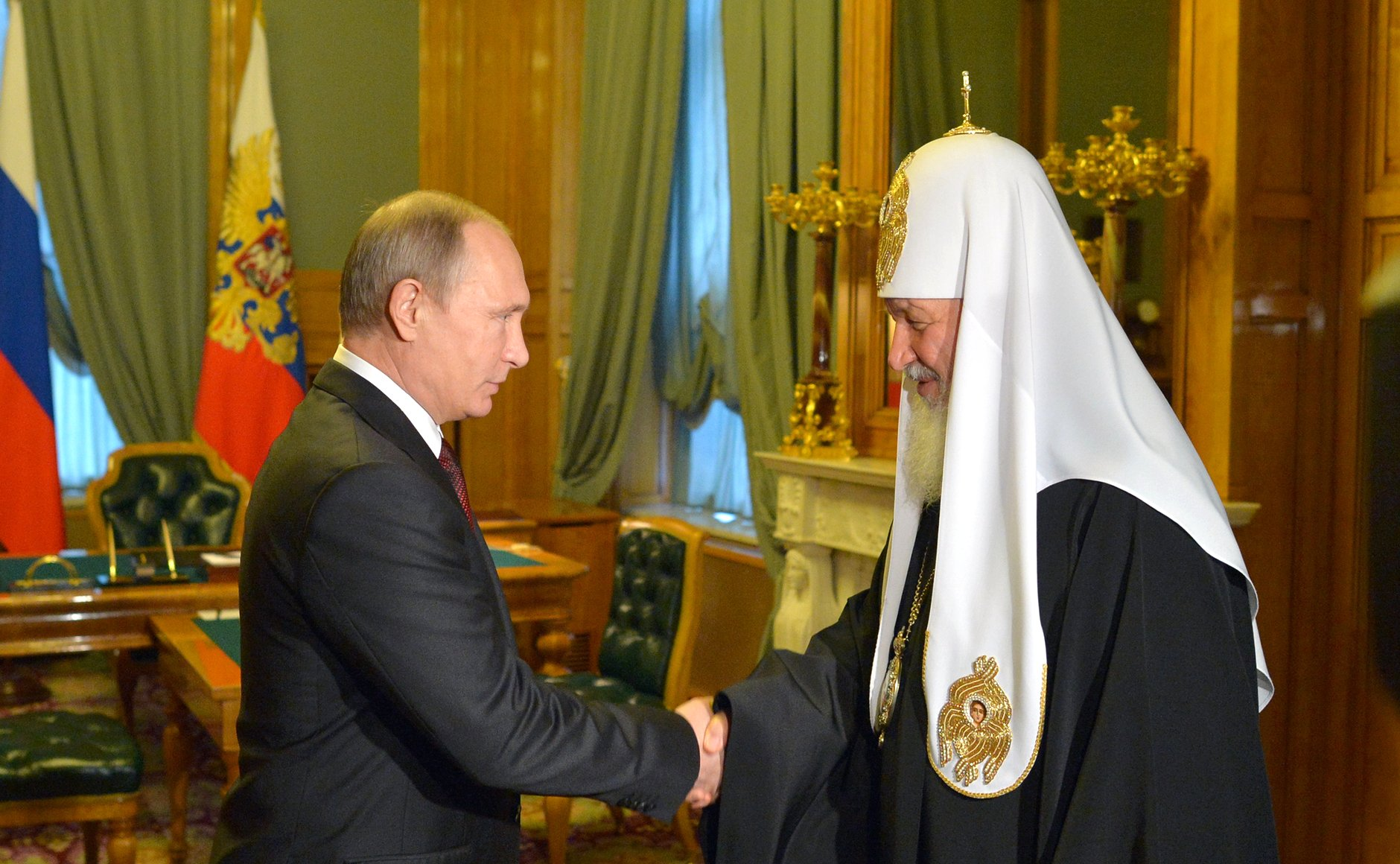
Володимир Путін та один із адептів Російського світу патріарх РПЦ Кирило (Гундяєв)

- російська культура і особливо мова
- погано закамуфльоване самодержавство[52] (диктатура), подаване як «спільна історична пам'ять і спільні погляди на суспільний розвиток».[48] В Росії так почали ідеалізувати колишнє самодержавство впереміш зі сталінізмом.[53]

Згідно з Патріархом Московським Кирилом, основами «російського світу» є:
1. Православна віра
2. Російська мова та культура
3. Спільна історична пам'ять і спільні погляди на суспільний розвиток

Ця триєдина формула основ-«стовпів» є новітнім перевиданням (модифікацією) ранішої державницької формули XIX ст. — «Православ'я-самодержавство-народність» з «Теорії офіційної народності» графа Сергія Уварова.
При СРСР Росія намагалася витворити єдиний «радянський народ», а тепер — на пострадянському просторі бажає створити православний простір під егідою Російської Православної Церкви з назвою «рускій мір», в основі якого пануватиме російська культура, російська мова, російське православ'я і російська політика.
Російський етнолог і історик, директор Інституту етнології і антропології РАН ім. Миклухо-Маклая, академік РАН Валерій Тишков пише: 
| Саме російська мова та російськомовна російська чи радянська культура разом з історичною пам'яттю об'єднують і конструюють цей світ.[2] |
Саме ці елементи — єдина культура і спільна мова — надають нібито «цивілізаційному проекту» імперського звучання. Адже для цивілізації зовсім не обов'язкова наявність спільної мови чи будь-якої культури, що «лежить в основі», — це характерно для імперії. Але як цим пожертвувати, якщо це і є «російський світ», в якому національні культури опиняються у становищі клієнтів — віддають свої найкращі творчі сили на збагачення «загальної» культури та підтримують цю культуру економічно, споживаючи її продукти.
З початку 1990-х років концепція «Російського світу» формувалася Петром Щедровицьким, Юхимом Островським, Глібом Павловським, Валерієм Тишковим та іншими. Колишній чиновник кремлівської адміністрації та куратор проекту [[Новоросія (конфедерація)|«Новоросія»]], Борис Раппопорт заявляє, що в актуальний політичний обіг поняття «русскій мир» в 2005 році ввів керівник адміністрації Путіна Сурков. Володимир Путін ввів термін «русский мир» до широкого громадсько-політичного дискурсу наприкінці 2006 та на початку 2007 років. Цей термін він вжив у жовтні 2006 року у своєму вітальному слові до учасників Всесвітнього конгресу співвітчизників.
Дискусійним майданчиком розробки самої ідеї «російського світу» деякі автори вважають так званий «Ізборський клуб».
На початковому етапі стратегія Росії полягала в боротьбі «м'якою силою» проти впливів Європейського союзу на теренах колишніх радянських республік, представляючи себе як альтернативну модель, на просунутому етапі — у веденні гібридної війни. Наприклад, у виправданні злочинних антиукраїнських дій — у заяві МЗС РФ щодо подій у Донецьку 13 березня 2014 року зазначається: «Росія усвідомлює свою відповідальність за життя „співвітчизників“ і „співгромадян“ в Україні і залишає за собою право на їх захист» і, одночасно, в аналогії з еклектично «поєднаними» позиціями як і в проекті «російського світу», — в офіційній заяві використовує нечіткі терміни «співвітчизники» і «співгромадяни» (порівняй із концепцією «зелені чоловічки»), які залишають для влади РФ відкритими фактично будь-які варіанти подальших дій. Таким чином відсутня турбота в дотриманні навіть видимості їхньої правдоподібності, що свідчить про першочергову спрямованість таких повідомлень на населення самої Росії, а також на прихильників сепаратизму в Україні.
Інструментарієм реалізації проекту «російського світу» є створення переважаючого впливу в сусідніх країнах, обмеження їхнього суверенітету і встановлення повного контролю за їхніми просторами (економічним, політичним, інформаційним, конфесійним, мовним тощо), оволодіння (в тому числі шляхом купівлі) стратегічними об'єктами, перехоплення у свої руки політичних важелів держави-об'єкта «російського світу» через систему різного роду союзів (митного, безпекового тощо). Це і є м'якою формою поступової ліквідації державного суверенітету.
Проміжними етапами є:
- Союз Росії і Білорусі (квітень, 1997 р.)
- Євразійське економічне співтовариство (жовтень, 2000 р.)
- Організація договору про колективну безпеку (ОДКБ; травень, 2002 р.)
- Митний союз ЄАЕС (січень, 2010 р.)
- Російсько-грузинська війна (2008) (приєднання Абхазії і Південної Осетії)
- Євразійський економічний союз (травень, 2014 р.)[63]
- Анексія Криму (2014)

| «Існування незалежної України є найбільше нещастя, перш за все для самих українців. Необхідно вирвати народ з полону помаранчевої пропаганди».[64] |
| «Цілісність України не була і не може бути самоцінною для росіян і "російського світу"», — а «ліквідація її була би благом для росіян, бо вона в теперішньому (2016 рік) складі стає в'язницею росіян».[10] |
| «Українська криза — лише мала частина цієї геополітичної боротьби. Битва йде не за Україну, а за Росію, за Русскій мір»[65] |
Постановою Уряду РФ від 20 червня 2011 N 492 «Про федеральну цільову програму „Російська мова“ на 2011—2015 роки» для реалізації двох підпрограм, що передбачають діяльність за межами Росії — «Підтримка російської мови як основи розвитку інтеграційних процесів в СНД» та «Задоволення мовних потреб співвітчизників, що мешкають за кордоном» планується витратити 2526,66 млн рублів (близько 85 млн дол. США).

## Міфологеми та догми
Концепт характеризується використанням історичної міфології, геополітичного підходу для інтерпретації сучасних політичних процесів правого і лівого спектрів, еклектично поєднує елементи панславізму (політичне об'єднання слов'янських держав), євразійства (відмова від європейської інтеграції Росії на користь інтеграції з центральноазійськими країнами), російського месіанства та імперіалізму, поєднання ідеології російського більшовизму і крайніх націоналістичних течій російського білого антикомуністичного руху років громадянської війни в Росії в еміграції. Включає обґрунтування новітньої імперії «російського світу» з її унікальними духовними та культурними цінностями, яку треба захищати від зовнішніх вторгнень, насамперед, з боку західної цивілізації. Для російських мислителів відродження національної своєрідності російської культури завжди розглядається у парадигмі протистояння «осяяної духовністю» російської ідеї із «загниваючим, бездуховним» Заходом.
Сюди відноситься продукування і закріплення в свідомості аудиторії за допомогою медіа, котрі виходять під егідою УПЦ МП і близьких до цієї
організації братств та ін. (наприклад, газет «рос. Русь триединая», «рос. Мир», сайти «рос. Белый Харьков», «рос. Православный выбор», «рос. Русский дозор», «рос. Новороссия», деяких інших православних видань періодика яких має спільні теми, проблеми, наявний передрук матеріалів) міфу про спільну історію та єдність України, Росії і Білорусі (Малої, Великої і Білої Русі в інтерпретації авторів публікацій); пропаганда ідеї самодержавства в союзі, основу якого, на думку авторів деяких матеріалів, мусять складати названі країни; закріплення в масовій свідомості міфу про позитивну історичну роль самодержця, який уособлювався в образі царя Миколи ІІ (нині цей міф модифікується таким чином: будь-який представник династії Романових — Сталін — Путін); акцентуація самодержавницької влади як такої, що дана Богом; поширення ідеї православ'я як об'єднуючої для трьох народів (при ігноруванні греко-католиків, католиків, протестантів та ін.); пропаганда «русского мира» при невизначеності ідеології, концепцій, настанов тощо і варіативності в залежності від політики РФ.
«Російський світ» як ключовий концепт російської національної ідеї, як і завжди, залишається ідеологічнім виправданням російського шовінізму, імперіалізму і військової агресії проти сусідів.
Міфологема братерства російського та українського народів була однією з основоположних міфологем радянської пропаганди, яка прийшла на зміну концепції «триєдинства руского народа» — офіційної доктрини часів Російської імперії. Відповідно до неї російський народ мав три складові — великоросів, малоросів та білорусів.
Історичні аналогії схожої тези можна знайти у Гітлера, в котрій австрійці та німці — один народ. Вона слугувала свого часу для Адольфа Гітлера обґрунтуванням аншлюсу Австрії та Німеччини. Німецькі націонал-соціалісти так само вважали скандинавські народи: норвежців, шведів та датчан — відгалуженням «єдиного германського народу». Тому, наприклад, тих норвежців, які з цим не були згодні і воювали проти німецьких окупантів у загонах Руху Опору, гітлерівці називали норвезькими націоналістами, а інших норвежців, котрі записувалися до лав таких формувань як дивізія СС «Вікінг» — шанували як справжніх германських патріотів.

Згодом, на сайті керівника російського Інституту країн СНД — Костянтина Затуліна у колективній монографії «рос. Языковое равноправие на Украине: проблемы и возможности», виданій у 2012 році, її автори пишуть:
|  | “Радянська історіографія провела всю підготовчу роботу, забравши російське ім’я у білорусів та українців (малоросів), залишивши його лише за великоросами. Закріплений у період радянської історіографії міф про три братні народи приховував головну правду, що це один народ — російський, чия національність була замінена географічними назвами території проживання: Україна – українці, Білорусь — білоруси, Росія — росіяни”. |

Тобто, в монографії вказується, що окремий український народ (так само як і білоруський) — це вигадка радянських часів, насправді малороси і білоруси — частини одного російського народу.

### «Окрема російська цивілізація»
Слов'янофільська течія суспільної думки, стверджує особливий «російський світ» і «богообраність» російської людини. Сюди відносяться ідеї вічної боротьби з Заходом за свою «свідомісну особливість», Боже призначення; перманентне протистояння західній моделі цінностей, на боротьбу за знищення або себе, або супротивника. Ідеї «Святої Русі» — твердження, що земля колишньої Русі, частина якої опинилася під владою Московського князівства, сама по собі є святою. Ідеї з утвердження історичного значення столиці російської держави — Москви, як всесвітнього політичного і церковного центру". Ідеї усвідомлення себе особливим народом (навіть серед інших православних народів), намагання розширити свої політичні кордони для «спасіння православ'я», нав'язування іншим народам свого світогляду. В радянські часи месіянсько-слов'янофільська ідея народу-Богоносця трансформувалася в ідею авангардної ролі російського пролетаріату у всесвітньо-історичному перевороті та у збудові комуністичного едему.
Авер'янов Віталій Володимирович (один із засновників, заступник голови Ізборського клубу) оголошує «рускій мір» третім «цивілізаційним полюсом» в протиставлення «американському полюсу», «європейській інтеграції, яка формує принципово нову геополітичну реальність», і «Китаю, який підтягує до себе країни Третього світу». Ідеологію «російського світу» називають фактичним крахом немаргінального «сучасного європейського російського націоналізму» — незалежної і самостійної від влади РФ політичної ідеології.

### Євразійство

Емблема НТС є претензією на наступництво від держави Володимира Святославича.

Як продовження слов'янофільської течії суспільної думки — відмова від європейської інтеграції Росії на користь інтеграції з центральноазійськими країнами. Часто «русский мир» ототожнюється із поняттям «рос. восточнославянский мир». З одного боку, РФ зацікавлена в поглибленні зв'язків з Європою та не проти того, аби інтегруватися у спільний Європейський економічний простір, а з іншого — виступає активним учасником інституціоналізованих інтеграційних структур Азійсько-Тихоокеанського регіону (АСЕАН, АТЕС, АРФ, АСЕМ, ШОС).
Згідно доктрини «руского міра»: «Без євразійського вектору „російський світ“ приречений на ту або іншу форму етнокультурного і релігійного ізоляціонізму» в «своєрідній моделі євразійської нації, яка має однорідне в етнічному, расовому і культурному плані ядро, яке поступово оточує себе кільцем чи намистом із субетносів а також етносів, які не входять в російський етнос (Кавказ, Центральна Азія, Балтійські країни і ін.), але притому які включаються в великий „російський світ“».
Олександр Дугін у своїй книзі Основи геополітики: Геополітичне майбутнє Росії стверджував, що Україна повинна бути анексована Російською Федерацією, тому що нібито «Україна як держава не має геополітичного значення, особливого культурного імпорту чи загальнолюдського значення, географічної унікальности, етнічної винятковости, її певні територіальні амбіції становлять величезну небезпеку для всієї Євразії і без вирішення проблеми „українського питання“, говорити про континентальну політику взагалі безглуздо». Не можна дозволити Україні залишатися незалежною, якщо вона не буде санітарним кордоном, що було б теж неприпустимо. Книга мала великий вплив на зовнішню політику Владіміра Путіна, що врешті призвело до російсько-української війни.
На думку критиків «російського світу» — це категорична відмова російського правлячого прошарку у 2000-х роках від європейського способу життя та шляху розвитку, обраного Заходом після Другої світової війни. Анти-європейський або так званий «євразійський шлях» розвитку є, по суті, деградацією та цивілізаційним глухим кутом. Бо відмова від правового суспільства і держави, від примату гуманізму і людяності над державою, опір європейській інтеграції, проти прозорості кордонів та примату права, автоматично в підсумку веде до «середньовіччя» та варварства, азійського диктаторського типу.
На думку російського історика Є. Понасенкова, «відмова від західних свобод і прав людини потребує символів, кривавих образів, які б, з одного боку, підтверджували значущість сьогоднішнього шляху, а з іншого — видавались би настільки жорстокими, щоб на їх фоні сьогоднішній режим не виглядав би таким уже саблезубим».

### «Виняткова роль» та месіанство
Всіляке вкорінення в масовій свідомості населення Росії і не лише, за рахунок тотальної пропаганди, уявлення про виняткову роль і цивілізаторську місію російської культури (див. «Москва — Третій Рим»), самопозиціонування Росії виключно у ролі фаворита міжнародних відносин, впливової у різних відношеннях країни, гаранта миру і стабільності у світі. В підкріплення догми про цивілізаторську місію російської культури покликана демонстрація яскравості творчої спадщини класичної російської літератури (Достоєвський, Толстой). Причому, як і за радянського часу, держава «приватизує» найвідоміших російських поетів і письменників — «наш Пушкін», «Лермонтов був патріотом, тому що поїхав воювати на Кавказ» (прес.-конф. В. Путіна). Також активно пропагується твердження про винятковий лідерський та месіанський характер Росії, створюється міф про країну-переможця, що ніколи не зазнавала серйозних поразок. Ці аспекти відображаються в позиціях: 1) історія держави, а не суспільства; 2) дискурс перемог, а не поразок, — а усе, що випадає з цього контексту, виявляється за межами російськосвітної ідентичності. Це і є «загальна історична пам'ять» і спільні погляди на суспільний розвиток, що з неї випливають. Таким чином, російськосвітна ідентичність постійно змінюється на догоду політичній кон'юнктурі. Ще у 2010 році Володимир Путін у прямому ефірі заявив, що Росія б здобула перемогу у Другій Світовій війні без України у складі СРСР, бо Росія країна переможців.
За переконанням С. Глазьєва, «російський світ» — чи не остання опора цивілізації.
Окремі твердження О. Дугіна висловлює і М. Міхалков у «Маніфесті Освіченого Консерватизму», де він досить своєрідно пояснює ідею євразійства, зараховуючи до її культурних констант релігійну ідею месіанського масштабу. Генерал-полковник Івашов Леонід Григорович заперечує Захід як цивілізацію, і стверджує, що Росія знову повинна зіграти «утримуючу» роль, бо її божественно-космічне призначення в історичній долі народів світу — оберігати людство від самознищення.
| «Російська історія почалася як фактор світового і навіть космічного значення з моменту хрещення Русі. <...> Третій Рим — Москва, держава народу російського. Їй всевишнім промислом Божим визначено віднині і до віків зберігати чистоту православного віровчення...»[85] |
Генадій Зюганов, перший секретар ЦК Комуністичної партії Російської Федерації описує «рускій мір» через комуністичні ідеї «матеріалістичного та антихристиянського вчення», послуговуючись «Заповідями Блаженств Російської Православної Церкви»:

| «У найближчі роки має відбутися справжня "боротьба світів", в якій споконвічний "русскій мір" — світ ідеалів і святинь, світ багатовікової духовності і національної традиції з його піднесеними заповідями: "Блаженні голодні та спраглі правди", "блаженні милостиві", "возлюби ближнього як самого себе" — буде протистояти апокаліптичному світу космополітичного всезмішування.[87] |

### Державна імперська церква
Сюди відноситься панування імперського менталітету не лише в політичних, а й у церковних колах. І це при тому, що імперський менталітет має дуже мало спільного з євангельським ідеалом буття християнина. Під «Русскім міром» приховані нова російська імперія, російська влада й російська імперська церква.
У певних колах існує думка, що ієрархи РПЦ МП за радянських часів були агентами КДБ, це підкреслював івикладач УжНУ Данилець Юрій Васильович  Також істориками наголошується, що, можливо, вони і зараз є співробітниками спецслужб (ФСБ). У 1967 р. з ініціативи голови КДБ СРСР Ю. Андропова було сформовано п'яте (ідеологічне) управління КДБ, у структуру якого з 1968 р. було включено четвертий «церковний» відділ. Відділ вивчав зовнішню й внутрішню діяльність духівництва, його політичні настрої, ставлення до влади та партії. На думку аналітиків, «російський світ» не має нічого спільного з християнством.
Окрему увагу заслуговує те, що «фонд „Рускій мір“» очолює В'ячеслав Никонов, який є сином високопоставленого офіцера НКВС й онук сталінського наркома закордонних справ В'ячеслава Молотова. Свою кар'єру починав завсектором ЦК КПРС, помічником керівника КДБ СРСР. Для «фонду „Рускій мір“» як окреме завдання поставлено «взаємодію з РПЦ та іншими конфесіями у справі просування російської мови та російської культури».
Російська православна церква ще з часів Петра I існує як державна структура в ролі надійної опори імперії. Першим і головним обов'язком церкви у її відношенні до держави було насадження «вірнопідданих» почуттів. Цього намагалися досягнути введенням свого роду культу імператорської влади. Російська православна церква є своєрідною м'якою силою для поширення і легітимізації російського релігійного, культурного, політичного та ідеологічного впливу, зокрема експансії на пострадянському просторі. «Православ'я, самодержавство, народність» — триєдина формула державної ідеології. Православ'я поставлене на службу самодержавству.
Патріарх Кирил виголосив тезу, в якій поставив в один ряд президента РФ, князя Василя ІІІ та царя Олексія Михайловича, який свого часу отримував листи від монаха Філофея, де йшося про Третій Рим, а відтак, чинний патріарх РПЦ благословляє імперські амбіції сучасного очільника Росії від імені церковної влади, міфологізуючи «богообраність» сучасної російської влади. В інтерв'ю на радіостанції «Ехо Москви» протоієреєм В. Чапліним, власне кажучи, священиком було легітимізовано процес знищення внутрішніх ворогів.
РПЦ і її вищий клір стали інструментами Російської держави для масованого наступу на Україну та Українську церкву, яку намагаються позбавити її законних прав.
РПЦ підтримує вторгнення Росії на територію України: 
| «Миротворча місія Росії в Україні повинна гарантувати її жителям право на самобутність і тісні відносини з іншими народами історичної Русі. <…> Будемо сподіватися і на те, що місія російських воїнів з захисту свободи і самобутності цих людей і самого їхнього життя не зустріне запеклого опору, який призведе до великомасштабних зіткнень. Нікому не хочеться пролиття крові і поглиблення тих поділів, які вже існують серед православних людей на просторі історичної Русі». |
| «Я думаю, що потрібно подумати сьогодні про потужну військову присутність Росії в усіх регіонах, де люди просять захисту від помаранчевих експериментів, від різного роду «кольорових революцій». Навіть якщо Росії потрібно буде брати участь в бойових діях, цього не потрібно сьогодні боятися: армії потрібно нарешті дати справжню роботу» |
Батюшка Московсько-Православної Церкви України протоієрей Андрій Ткачов навіть розмістив в Інтернеті таке прокляття: 
| «Я молюся, щоб Господь вселив страх і трепет у серця і кістки бунтівників. Щоб Бог послав їм хворобу в будинок і на вулиці, страх на вулиці і страх у будинок, щоб вони спокою не мали, щоб зжерли одне одного. Нехай гад зжере гада – я про них не шкодуватиму. Це — страшні вороги нашого майбутнього і старшні вороги сьогоднішнього, справжнього. Влада у нас, звичайно, така, що інколи варта осуду, але сьогодні це треба забути»[108][109] |
В загальному, у російському суспільстві роль РПЦ є двоякою: з однієї сторони, хоча це й не затверджено законодавчо, православ'я відіграє роль ніби державної релігії, а тому прагне впливати на всі суспільні інституції, визначаючи зовнішню та внутрішню політику Росії, а з іншої сторони — Російська Федерація, як секулярна держава, використовує Церкву для здійснення своєї геополітичної політики: в цьому випадку Московська Патріархія постає лише інструментом.

#### «Духовні скріпи» та «політичне православ'я»
Ідея, «російського світу» стала теоретичним прикриттям імперської політики «збирання земель» і пропагується насамперед вищим кліром Московського патріархату та УПЦ МП.
«Духовні скріпи» — релігійно-клерикальний підхід на означення «російського світу»; доктрина «російського світу» у виконанні патріарха Кирила; популістський евфемізм з нав'язування смислів, покликаний відібрати і позначити як «традиційні цінності» російського світу певний концепт, котрий за визначенням патріарха, не має чітко визначених географічних меж та характеризується наявністю носіїв православної віри та російської мови у різних частинах світу, що надає цій ідеї планетарного масштабу. Патріарх для пояснення необхідності створення «російського світу» впровадив поняття «російськість». «Російськість» як православ'я, як домінанта в культурі та мові, як єдина історична пам'ять є своєрідним ірраціональним ґрунтом для ностальгічних спогадів про імперську велич великої Росії. Поняття «російськість» сакралізується за відсутності раціональної системи доказів щодо обґрунтування необхідності створення «російського світу». Прикладом цього є постійне цитування апокрифічного вислову Лаврентія Чернігівського: «Русь, Україна та Білорусь — це є Свята Русь». РПЦ навіть пропонує неологізм «православний патріотизм». Нав'язування «російськості» для вищезазначених держав з ігноруванням культурно-духовної спадщини білорусів, українців буквально є проявом імперіалізму та великодержавного шовінізму.
Згідно з відомою уварівською тріадою трьома скріпами російської ментальності є самодержавство, православ'я і народність, які щільно переплітаються. Ідея самодержавства бере свій початок у другій половині XIV ст., коли московському князю Д. Донському необхідна була ідеологема, яка б могла поєднати в єдиний простір Візантію, Велике князівство Литовське і Північно-Східну Русь. Для цієї мети ним була створена теорія про Москву, як місто, котре стане «третім Римом» і перебере славу Константинополя. Після 1453 року і падіння Царгороду ця теорія стала підставою для «обґрунтування» права Москви на об'єднання навколо себе усіх земель Русі. Теорія «Москва — третій Рим» стала фактично офіційною ідеологією московської держави у XVI—XVIII ст., коли Московія уже не лише приєднувала руські князівства навколо себе, але і загарбувала азійські та європейські території включно з Україною.
«Народність» за претензіями «російського світу» розглядається виходячи з налаштувань про самодержавство і православ'я — усі інші інородці мають стати у перспективі росіянами, а українці або частина одного російського народу, або їх не існує. (див.: Давньоруська народність) Або існує єдиний «„триєдиний“ російський народ»/"«триєдине» російське плем'я", яке поділяється на великоросів, малоросів, білорусів, і в етнічному сенсі відмінності їх не грають ролі. Оскільки ідейним виразником «російського світу» був російський цар, то у сфері політики усі відгалуження «російського» племені мають виконувати завдання останнього, бути сліпими послідовниками його державної волі. Православ'я є єдиною релігією усіх. Точніше — та його частина, яка підпорядкована Московському патріархату. Патріарх Кирил визначив три ключові основи «російського світу»: православну віру; російську культуру та мову; спільну історичну пам'ять та спільні погляди на суспільний розвиток.
| «Путін перебуває у полоні глибоко укоріненої жахливої омани – немає українського й білоруського народів, все це один російський народ. І місія Путіна: об'єднати їх у єдину державу – Російську імперію».[67] |
Митрополит Одеський та Ізмаїльський Агафангел неодноразово заявляв про свої сподівання щодо «відновлення історичної справедливості, нову інтеграцію, що базується на тисячолітній богозаповітній єдності Святої Русі», та категорично виступає проти відокремлення УПЦ від РПЦ, а так само — проти «відокремлення двох єдинокровних та єдиновірних народів», які нібито пов'язані «єдиною церковною та цивілізаційною місією». У чому полягає така місія не уточнює. Схожої позиції дотримується й митрополит Донецький і Маріупольський Іларіон, який очолює роботу спеціальної Комісії з підготовки змін і доповнень до Статуту про управління УПЦ МП редакції
2007 року.
Архієпископ Тульчинський і Брацлавський Іонафан ідеал «святої Русі», «східно-слов'янську православну ідентичність» чітко протиставляє вступу до ЄС, європейській ідентичності — «егоцентричній ліберальній ідеї протестантської Європи».
У вересні 2012 року РПЦ виступила з ініціативою збору підписів за проведення всенародного референдуму про возз'єднання Росії, Білорусі та
України. Ця акція розглядалася у самому Московському патріархаті як один із кроків, що має підтримати магістральний рух у напрямі розвитку інтеграційних процесів пострадянських держав.
Доволі активно лобіює інтеграційні проекти під егідою Російської Федерації також В. Медведчук. Контрольований ним громадський рух «Український вибір» під виглядом соціальної реклами провадить масштабну інформаційно-пропагандистську
кампанію.
| «Російською нацією ми називаємо політичну спільність, створену російським народом і яка включає в себе всі численні корінні народи, інтегровані в російську духовну, культурну і державну традицію. <...> Російська національна ідея повинна створити якісно новий людський матеріал, позбавивши російську людину від всіх форм смиренності, споглядальності, непротивлення і пасивності. Вона повинна перетворити кожного російського в згусток невичерпної енергії, спраглий всебічної, безперервної, діяльної експансії, повсюдно стверджуючу справедливість, правду і порядок. Російська ідея повинна восторжествувати в області духовних сутностей, що осягаються державною релігією. <...> Тому, підсумовуючи завдання, які вирішуються російським націоналізмом, необхідно чітко усвідомлювати, що їх підсумком повинна бути імперська форма російської державності, і отже політична стратегія по відродженню Росії не може бути нічим іншим, як реалізацією політики імперіалізму. Визнання заслуговує лише такий світ, який є результатом, продовженням і підтвердженням російської перемоги»[116] |

## Підтримка
Серед найвідоміших сучасних теоретиків «російського світу» є П. Щедровіцький, А. Мігранян, О. Дугін, А. Кураєв, С. Кургінян, Г. Павловський, В. Тішков, М. Гефтер, В. Цимбурський, О. Кара-Мурза, В. Кірчанов. Цими авторами репрезентується широкий спектр поглядів на «російський світ» — від поміркованих до радикально-агресивних. Твори російського шовінізму збудованих на концепті «російського світу» публікуються в Росії працями російських чорносотенців початку ХХ ст., у тому числі і лідерів націоналістичних російських організацій Києва: А. Стороженка, І. Сікорського, В. Шульгіна, С. Щоголева, Т. Флорінського та ін.
Колишнього президента України В. Ф. Януковича та його оточення свого часу звинувачували у підтримці позицій «російського світу» в Україні через руйнування української державності, руйнації української армії, насичення керівного складу СБУ російською агентурою; прямою забороною на проведення контррозвідувальної діяльності проти російських спецслужб, виділення бюджетних грошей на побудову нових та розширення старих храмів і господарських будівель УПЦ МП, а також виділення коштів на будівництво вже збудованих церков. У Києві, з території Печерської лаври були спроби виселити п'ять музеїв. Це значною мірою сприяло інфільтрації в український суспільний простір ідей чергового політпроекту Кремля. Як ще один приклад, можна навести ситуацію довкола Свято-Успенської Почаївської лаври (Тернопільська обл.), яку відповідно до проекту Закону України «Про внесення змін до деяких законів України» № 1161 (щодо повернення культових споруд релігійним громадам) пропонувалося виключити з Переліку пам'яток культурної спадщини, що не підлягають приватизації, та передати у власність релігійній громаді УПЦ МП. Так, відповідаючи представникам державних органів взаємністю, Церква Московського патріархату наприкінці 2009 р. в лиці єпископа Новокаховського і Генічеського зазначала: «Після стількох років випробувань, посланих Вікторові Януковичу, Господь пошле йому допомогу і дарує перемогу».
Про лояльність оточення Януковича до політики РПЦ, яка активно пропагує ідею «російського світу» підтвердується самим фактом зустрічі екс-глави Адміністрації Президента України С. Льовочкіна з патріархом Московським Кирилом у його резиденції в Даниловому монастирі 4 березня 2013 року, предметом якої були питання підготовки до «спільного відзначення» 1025-річчя Хрещення Русі; це підтверджується і запрошенням патріарха Кирила на інавгурацію Президента України В. Ф. Януковича 25 лютого 2010 року, яке було вкрай негативно сприйняте представниками церков Київської традиції. Тоді предстоятель РПЦ виявився єдиним очільником церкви іноземної держави, запрошеним на цей захід, що стало більш ніж промовистим сигналом для всіх українських церков. Проросійські позиції активно обстоював екс-міністр освіти та науки України Д. Табачник. Колишній міністр освіти і науки України Д. Табачник в одному з інтерв'ю російській радіостанції «Ехо Москви» розповідав про свою вирішальну роль у забезпеченні друкування шкільних підручників російською мовою за кошти з державного бюджету України, розширенні обсягів вивчення російської літератури в українських школах, поверненні до практики проведення всеукраїнських шкільних олімпіад з російської мови й літератури, а також про свою боротьбу з «опором націоналістів» у системі освіти. В. Колесніченко, будучи керівником Всеукраїнської координаційної ради організацій російських співвітчизників (ВКСОРС), яка згідно зі статутними документами об'єднує «російських співвітчизників» — громадян Російської Федерації та інших держав, «які вважають Росію своєю духовною і культурною Батьківщиною», — очолив міжфракційне об'єднання «На підтримку канонічної Церкви», котре фактично відстоює інтереси РПЦ в Україні. Одного з авторів ухваленного у 2012 році Верховною Радою України Закону України «Про засади державної мовної політики», народного депутата України С. Ківалова, у лютому 2013 року президент РФ В. Путін нагородив медаллю Пушкіна за «значний внесок у збереження та популяризацію російської мови і культури за кордоном».
До інституційних інструментів м'якої експансії «російського світу» поряд з офіційним дискурсом Російської Федерації і Російської православної церкви, для поширення і легітимізації російського релігійного, культурного, політичного та ідеологічного впливу, зокрема експансії на пострадянському просторі належать: Урядова комісія зі справ співвітчизників за кордоном, Міжнародна асоціація викладачів російської мови і літератури, Федеральне агентство зі справ національностей, «Фонд „Рускій мір“» (заснований у 2007 році), відділ церковних зовнішніх зв'язків РПЦ та ін. Основним, хоч і не єдиним, партнером Фонду «рос. Русский мир» в Україні є Всеукраїнська координаційна рада організацій російських співвітчизників, до якої входить понад 140 неурядових організацій.
Російські громадські організації, культурні центри розглядаються в «російському світі» як механізми відродження російської культури і ідентичності.
У виступі перед керівництвом МЗС РФ президент В. Путін закликав за допомогою механізмів «м'якої сили» зміцнювати позиції російської мови, просувати позитивний імідж Росії за кордоном і використовувати для цього глобальні інформаційні потоки.

### Російська діаспора
Десятки мільйонів етнічних росіян, що залишилися в колишніх республіках, є «матеріалом», який московський уряд використовує в ролі п'ятої колони для підриву молодих національних суверенних держав зсередини.[джерело?] Цей сценарій передбачав «вибудовування мережевної життєздатної і сильної діаспори з тісними зв'язками з сильними російськими центрами всередині Росії». Такий сценарій ґрунтувався на 5-му відношенні («позиції») щодо «росіян в СНД», країни-учасниці якого пропонувалося русифікувати: «Позиція за активне проростання російської суб'єктності на просторі нових державностей республік СНД».
Перманентна масова міграція «мізків» з Росії на Захід. Безнадійні намагання Кремля повернути їх в Росію засобами реклами, або «нейтралізація» їх засобами пропаганди на кшталт всесвітньої мережі російського телемовлення RT.
За П. Щедровицьким, окрім Російської Федерації до «російського світу» відносять росіян близького і далекого зарубіжжя, «співвітчизників за кордоном»; вони формують «мережеву структуру великих і малих спільнот („сообществ“), які думають і говорять російською мовою».
Російський дослідник Е. І. Пивовар вважає, що російська діаспора на початку XXI століття посіла за чисельністю друге місце в світі після китайської.
Робота фонду по реалізації в 2007—2010 роках цільових програм «Кабінети русского міра», «Професор русского мира» і «Стажування русского мира» найкращим чином демонструє значення російської мови в рамках концепції російського світу. Важливим кроком по організації роботи зі «співвітчизниками» стало створення в 2002 році Міжнародної ради російських співвітчизників. На початок 2010 року Міжнародна рада російських співвітчизників об'єднувала 140 організацій з 53 країн світу. Головною метою ради є надання підтримки російській діаспорі і російській мові за кордоном через сприяння об'єднанню та координації діяльності громадських об'єднань «співвітчизників».
У посланні до Федеральних Зборів за 2012 рік президент В. Путін доручив розробити механізм прискореного надання російського громадянства носіям російської мови і нащадкам тих, хто народився в Радянському Союзі та Російській імперії, а також «Розширювати присутність Росії в світовому гуманітарному, інформаційному і культурному просторі».

## Російський світ у ЗМІ
Уже в 1990-х роках Росія домінувала в українському інформаційному просторі. Внаслідок стрімкого зростання у 2000-х роках світових цін на нафту й газ — основних джерел експорту РФ, Кремль отримав фінансові можливості для істотного розширення інструментарію «м'якого впливу» як на українське суспільство, так і на суспільства інших країн. Державне замовлення і фінансування спонукало масове продукування російських художніх і мультиплікаційних фільмів, телесеріалів, телешоу, які заполонили телеефір України та інших пострадянських держав. Більшість цієї продукції мають явний або прихований ідеологічний підтекст, поширюючи вигідні для Кремля смислові конструкції, сприяючи формуванню міфів про «русский мир», «спільне отечество» (читаємо тут рос. мовою), протиставляючи їх Заходу, апелюючи до ностальгії за «славним» радянським та імперським минулим, формуючи образ ворога з бандерівців і «западенців» чи агресивну меншість фашистів-западенців, яких фінансують країни Заходу і їхні «маріонетки» в державах колишнього соцтабору — Польщі, країнах Балтії, Україні, Грузії. Аналогічна медіа-продукція вироблялася і в самій Україні на замовлення російського капіталу.
Росія приділяє особливу увагу новітнім медіа: інтернет-виданням, соціальним мережам, форумам. У всіх соцмережах, які мають значну кількість користувачів у Росії та в Україні — перш за все «ВКонтакте» та Фейсбук. В цих мережах було створено та популяризовано ряд груп, явні та приховані модератори котрих нав'язують учасникам основні кліше російської пропаганди, закликають до антиукраїнських дій. Кремль утримує «армію» високооплачуваних так званих інтернет-тролів, до завдань яких входить написання вигідних Москві коментарів у соціальних мережах та інтернет-форумах, впливаючи, такими чином, на громадську думку не лише в Росії та Україні, а й у Європі та США.
В. Лизанчук у третьому числі «Журналіста України» за 2011 рік аналізує низку російськомовних видань в Україні і вказує на те, що все активніше реєструються нові органи друку, які «не лише за мовою — за суттю своєю антиукраїнські, які одноголосно твердять, що немає української культури, а є лише „рос. общерусская“. Ці видання прагнуть „виробити в українців особливу форму російської імперської свідомості“».
Кремлівські медіа негативно показують демонізований Захід та всі країни, котрі відкрито виступили проти анексії Криму РФ, а російську опозицію, що вийшла на Марш Миру — затавровано зрадниками та прислужниками США і «загниваючого Заходу».
В 2014 році в українських ЗМІ, представлених у мережі Інтернет, а також інформація оригінальних новин і статей у популярних соціальних мережах «ВКонтакте», Facebook, Twitter, LiveJournal рясніла від активного використання російською пропагандою інтернет-мемів (від англ. meme, що означає ідею, поведінку, стиль, що поширюється від однієї людини до іншої) «рос. вежливые люди» — кліше російської пропаганди для позначення окупаційних військ, які висадилися в Криму без розпізнавальних знаків, запровадили в медіа-простір поняття «народний мер», «народний губернатор», прибравши таким чином прикмети незаконності самопроголошених лідерів сепаратистів, а легальну українську владу російські ЗМІ подавали не інакше як «хунта» і «самопроголошена київська влада». Мем, а також кліше російської пропаганди «російська весна» за Єгором Холмогоровим — «це визвольний рух російських народів на Україні».
Засилля ток-шоу на федеральних каналах Росії, у тому числі й розважальних займаються, з одного боку, відволіканням уваги, а з іншого, — наданням готових шаблонів для сприймання нової інформації, оскільки багато жартів КВК, гумористичних шоу присвячені політичній тематиці, де Америка, Європа, окремі політичні постаті (Обама, Меркель) подані в невигідному світлі. Діяльність російських ЗМІ підпорядковується формуванню нової російської ідеології як гібриду радянської та імперської.
Загалом, російські ЗМІ вибудовують свою редакційну політику в напрямі творення нового світогляду та «просування» потрібної ідеології, архетипів, міфів, стереотипів (в тому числі реакційних стереотипів) у контексті ментальності як важливої етнопсихологічної ознаки нації, — хаотичним шляхом, несистематизованою подачею інформації, ситуативним зверненням до певних рис менталітету нації та інерційним використанням міфів з метою руйнації цілісної картини, розмиванням орієнтирів, що дезорієнтує суспільство та полегшує управління ним.
У статті 41 Концепції зовнішньої політики РФ, зокрема, ідеться про розвиток власних ефективних засобів інформаційного впливу на громадську думку за кордоном. Стаття 18 Федерального закону «Про державну політику РФ щодо співвітчизників» визначає необхідність надання державної фінансової та матеріально-технічної підтримки російським ЗМІ, які здійснюють поширення своїх матеріалів на території держав проживання «співвітчизників». При цьому комплекс заходів з підтримки «співвітчизників» фактично збігається з цілями інформаційної експансії, як їх визначають російські дослідники, зокрема щодо витіснення положень національної ідеології та національної системи цінностей і заміщення їх власними, нарощування присутності власних ЗМІ в інформаційній сфері об'єкта проникнення.
Агітаційно-пропагандистською діяльністю для аудиторії за межами Росії займається міжнародний багатомовний російський телевізійний канал RT, фінансований російським урядом, який пропонує російський погляд на глобальні події, дезінформацію та пропаганду. Бюджет «Russia Today» у 2014 році склав біля 500 млн дол., у 2016 році — 19 млрд р. (307 млн дол. США) фінансування, а для державних ЗМІ Росія виділила 80,2 млрд р., що на 30 % більше порівняно з 2015 р.
«Організація та ведення інформаційного протиборства» офіційно входить до переліку завдань, що стоять перед збройними силами РФ. 12 травня 2014 р. російська інформагенція «ИТАР-ТАСС», з посиланням на джерело в Міністерстві оборони РФ, повідомила, що в Збройних силах Росії сформовані війська інформаційних операцій, до завдань яких входить ведення кібернетичного та інформаційного протистояння із противником.
Докази неправдивої інформації російської пропаганди регулярно оприлюднюють вітчизняні та зарубіжні ЗМІ та мас-медіа. 2 березня 2014 року волонтерами було створено волонтерський інтернет-проект для спростування наклепів пропаганди про події в Україні «StopFake».
Однією з причин виникнення в Україні у серпні—вересні кампанії «Бойкот російського кіно», за словами її активістів, було засилля російського продукту на українському телебаченні, зокрема фільмів і серіалів, які прославляють «російський світ».
Президент Білорусі Олександр Лукашенко негативно відгукнувся про «Майдан» і «Російський світ» на прес-конференції для білоруських і зарубіжних ЗМІ 29 січня 2015 року:

| «А якщо є тут [люди], які вважають, що білоруська земля — це частина, ну, як вони кажуть зараз, "Російського світу" і мало не Росії, — забудьте. <...> Ми завжди були гостинні до будь-якої людини, але змусимо будь-якого поважати наш суверенітет і незалежність, хто думає, що немає такої країни — Білорусь, не було і так далі. Не було — а зараз є, і з цим треба рахуватися. І ми свою землю нікому не віддамо. Це моє завдання. Яке воно не важке і тяжке — я його вирішу. Я виконаю свою місію, чого б мені це не коштувало. І за моєю спиною стоять сотні, тисячі таких людей збройних».[150] |
Вітебський письменник, керівник громадської організації «Російський Дім» Андрій Геращенко був звільнений з посади начальника відділу у справах молоді Жовтневого району міста Вітебська в 2011 році після того, як заявив про транскордонну триєдність, русофобію в Білорусі і цінності російської мови для переважної більшості білорусів, які є російськомовними. У 2016 році за звинуваченням в екстремізмі були заарештовані три публіциста. На думку прихильників, їх затримали за публікації з критикою проведеної владою білорусизації, відстоювання цінностей Російського світу і протидію ревізіонізму. 2 лютого 2018 року рішенням суду всі троє визнані винними в екстремістській діяльності і засуджені до 5 років позбавлення волі кожен за ч.3 ст. 130 КК РБ (екстремізм).
Європейський парламент у листопаді 2016 року прийняв резолюцію, в який заявив, що «уряд Росії використовує широкий спектр засобів та інструментів, таких як аналітичні центри та спеціальні фонди (наприклад, „Русский мир“), спеціальні органи („Россотрудничество“), багатомовні телевізійні станції (наприклад, RT), псевдо новинні агентства та мультимедійні сервіси (наприклад, „Sputnik“), транскордонні соціальні та релігійні групи (…) соціальні мережі та інтернет-тролі, з метою кинути виклик демократичним цінностям, розділити Європу, отримати внутрішню підтримку та створити сприйняття східних сусідів ЄС як держав, що не відбулися» (так звані «failed states»), закріплюючи таким чином стратегію протидії інформаційній загрозі з боку Росії.

## Оцінки

### Політики
- Віталій Портніков, український політичний публіцист і журналіст, оглядач радіо «Свобода» і постійний автор аналітичних статей в українських і російських виданнях на політичну і історичну тематику:

| Україна хоче відгородитися саме від цієї, що все руйнує, нелюдської ворожнечі — суті «русского міра» і Московського патріархату.[164] |
- Дмитро Табачник, колишній віце-прем'єр і міністр України (втік до Росії):

| Я повністю згоден з патріархом <московським і всія Русі Кирилом>. Російський світ — цілком природне поняття, воно ніяк не суперечить політичній незалежності його складових частин[165] |
- Олег Тягнибок, голова партії «Свобода»:

| Росія хвора на імперський синдром... Тому Україні слід готуватися до «дев'ятого валу» нападу «русского мира»[166] |
- Едґарс Ринкевич, міністр закордонних справ Латвії:

| Президент Путін намагається відродити блиск і славу Росії у формі якоїсь великоросійської імперії. ...Мені здається, ми всі повинні серйозніше ставитися до тієї небезпеки, яку несе з собою концепція «російського світу»[167] |
- Микола Томенко, заступник голови ВР, радник президента України:

| це <«русскій мір»> не просто шкодить національним інтересам, це ліквідовує сам сенс існування Української Держави».[168] |
- Гаррі Каспаров, опозіційний російський політик, чемпіон світу з шахів:

| Ідея «російського світу» стала занадто ефемерною, вона нікого не захопила, це спроба підтримати в суспільстві стан маніакального марення.[169] |
- Порошенко Петро Олексійович, п'ятий Президент України під час своєї промови у Краматорську на Донеччині 28 березня 2016 року:

| «Майже 2,5 тисячі українських героїв віддали своє життя для того, щоб звільнити Донбас, захистити його від так званого "русского мира", майже 6,5 тисяч українських цивільних було вбито в цій війні внаслідок експерименту, який "русский мир" хотів провести над Україною. Але Україна об'єдналася і продемонструвала свою силу»[171] |

### Релігійні діячі
- Кирил, Патріарх Московський і всієї Русі:

| Ядром російського світу сьогодні є Росія, Україна, Білорусь; і святий преподобний Лаврентій Чернігівський висловив цю ідею відомою фразою: «Росія, Україна, Білорусь — це і є свята Русь»[172]. |
- Філарет, патріарх Української православної церкви Київського патріархату:

| Що таке «русскій мір» — це нова імперія»[173] |
| Володимир Путін офіційно почав використовувати такі визначення, як «русский мир», «історична Росія», «росіяни — розділена нація», «ми з українцями — один народ». Все це, разом з ностальгією за минулою державною величчю та прагненням реваншу за розпад СРСР, є точною копією ідеології та риторики фашистських режимів ХХ століття, зокрема у Німеччині та Італії.[174] |
- Святослав Шевчук, предстоятель Української греко-католицької церкви:

| Ідея «Русского міра» базується на ідеологічній основі, яка не має нічого спільного ні з Церквою, ні з історією. Це концепція, в якій ЦК КПРС свого часу побачив дуже підходящий ідеологічний інструмент. Зараз ця псевдонаукова платформа реанімується як імперіалістична ідея відновлення Радянського Союзу[175] |
- Андрій Кураєв, протодіакон, професор філософії МДУ:

| <мертвий> політичний сурковский симулякр[176]Оригінальний текст (рос.) Именно Сурков в 2005 году ввел в актуальный политический обиход термин «русский мир» и именно он стоял у истоков нового праздника русского мира — Дня народного единства." [177]. . . Но независимо от того, кто является автором этого термина или концепции, имя человека, который похоронил этот политический сурковский симулякр (по крайней мере на время жизни нашего поколения), хорошо известно. Вчера он <Путін> весь день не сходил с экрана. . . . Для тех немощных, кто недоумевает, как это "русский мир" можно считать мертвым инструментом, поясняю: после "крымской весны" любой пропагандист "русского мира" на просторах СНГ но за границами РФ воспринимается как авангард тех славных генералов, которых 20 декабря <2014> поздравил Путин. . . |
Група православних богословів (понад 1600 осіб) у березні 2022 р. підписала документ, де концепція «російського світу» розглядається як єресь. Підписанти вказують, що визнання за російським народом і «Святою Руссю» особливого місця в християнському світі близьке до засудженого на Константинопольському помісному соборі 1872 р. етнофілетизму, а ототожнення церкви з місією якоїсь держави суперечить словам Христа про «царство не від світу сього». Архімандрит Кирило (Говорун) провів паралелі між путінською ідеологією і маніхейством.

### Науковці, діячі культури
| Структурний ізоморфізм двох концептуальних схем не випадковий. Ззовні — гарно вибілені гробниці об'єднавчої чи псевдоінтернаціоналістської термінології. Зісередини — старі гнилі костомахи московського месіянізму. Цікаво, що й месіяністські софізми теж подавньому не міняються: вузькомосковське називається «общечеловеческим», російськоправославне — «общецерковным», імперсько-державна церква — Церквою Христовою... Ми ще згодом побачимо, як задля того, аби «уберечь» всі народи у «єдності»,— церковна — ветха уже — «ограда» доповниться багатьма периметрами колючого дроту... Та й сама країна перетвориться в єдиний — цілком ізольований від світу табір, а самі так звані республіки блискавично втратять навіть той куций статус культурної резервації, котрим «місцева інтелігенція» тішилася ще усередині двадцятих років...[71] |
- Юрій Афанасьєв:

| ...Західний світ базисно будувався на власності на землю, а російський світ будувався на власності на людей [180] |
- Хосе Казанова, професор соціології релігії, Джорджтаунський університет:

| У «російського світу» немає нічого спільного з християнством, концепт «російський світ» пов'язаний виключно з територіальними претензіями імперської системи. [181] |
- Юрій Андрухович:

| Для України перебування в російській зоні світу обертається копіюванням передусім російського „неґативу”. Генетична близькість нинішньої української державно-владної верхівки до російського естетичного ідеалу передбачає не тільки щирий захват від фільму „Брат 2” чи салонно-блатнякової попси, але й – що неминуче випливає зі специфіки смаків – уперте намагання стабілізувати свою власну державу за російським зразком, досягнути путінської непохитності і безальтернативності. Для втілення цього проекту не вистачає лише такої дрібниці, як наявність цього самого українського Путіна. Таким чином, залишається цілком реальною перспектива остаточної здачі свого містечкового суверенітету – ясна річ в обмін на певні майнові та, сказати б, юридичні ґарантії – в руки Путіна справжнього і єдиного. Іноді здається, що такий проект уже надзвичайно близький до втілення і наступного ранку ми просто прокинемося в іншій країні. Іноді так не здається: це означає, що маятник знову гойднуло у протилежний бік. І все-таки, спостерігаючи відносну успішність саме цього, стабілізаційного геополітичного проекту, я ловлю себе на підсвідомому бажанні якомога голосніше цитувати Хвильового: „Геть від Москви!”.[182] |
| Конфлікт на Донбасі — це насправді війна культур. Їхня називається «русский мир», а наша «Вільна європейська Україна».[183] |
- Ярослав Грицак:

| Для мене «російський світ» — це синонім цивілізаційного тупика |
- Андрій Піонтковський:

| Знаменита кримська промова Путіна. Це просто рімейк гітлерівської промови з приводу приєднання Судет. Ті ж концепції: роз'єднана нація, націонал-зрадники і, нарешті, той «російський світ», який повинен як би вбирати в себе всі возз'єднувальні споконвічні землі. Це повна аналогія нацистського німецького рейху. І це ж не просто риторика — вона підтверджується дією…[42] |
- Антон Мирзін, художник з Пермі:

| Ніяка ідея, тим більше «русского мира», не зможе ні відродити, ні продовжити існування Росії. Кремль сам створив цю ідеологічну бомбу, сам підпалив ґніт, а тепер патріотично на ній сидить.[184] |
- Олександр фон Ган, російсько-німецький історик, онук адмірала Колчака:

| «Російський світ» — це реальність. Абсурдним є те, що захистом «російського світу» займаються люди з НКВС-ДПУ-КДБ. Ось це цілковитий абсурд. «російський світ» творився не ними, вони були, залишаються і будуть найближчим часом його принижувачами і знищувачами. …На противагу кремлівському симулякру справжній «російський світ» може бути створений тільки вільними людьми, «…за образом свободи, не по образу панування сили і сильного, а за образом солідарності та милосердя. Тільки таке суспільство було б не рабським» — як відзначав видатний російський філософ Микола Бердяєв[52] |
Згідно з військовими діями Росії, заявами Путіна та їх тлумаченнями таких аналітиків, як наприклад істориком Юрієм Фельштинським, політологом Андрієм Піонтковським, економістом та колишнім радником Путіна Андрієм Ілларіоновим, — розгорнувши збройну агресії проти України на сході України і в Криму, Путін розпочав не регіональну, а фактично глобальну третю (у термінології деяких аналітиків «четверту» — якщо вважати «третьою» програну СРСР в 1991 році «холодну війну») світову війну. Андрій Піонтковський головним суперниками у цій війні вважає «російський світ» і «англосаксонський світ». Відповідно цьому російський Генштаб у грудні 2014 переробив і свою військову доктрину.

## Ідеологічні кліше у російськосвітній гібридно-месіанській стратегії агресії
«Руській мір» із того ж символічного ряду, що Ідеологема-символ «Велика Перемога» й «георгіївська стрічка», «великий полководець Сталін», «Севастополь — місто російської слави», «Крим — наш!», «[[Новоросія (конфедерація)|Новоросія]]», «народне ополчення ДНР» (котре рятує від «карателів-фашистів») тощо. Ця історія отримала розвиток вже під час війни на Сході України, коли свої сакралізовані штампи Росія перетворила на символи розпалювання ворожнечі між жителями Донбасу та решти України: «Правий сектор» і бандерівці проти «деди воєвалі». «9 Травня» стало невід'ємним елементом цього символічного ряду саме в період війни на Донбасі, коли гасло «Деды воевали!» багатьох ідейних російських імпершовіністів їхати вбивати міфічних «жидобандерівців», які буцім-то «безперервно бомблять мирних мешканців». Георгієвські стрічки стали маркерами як інформаційної, так і «гарячої» війни, утворивши «колорадів» з однієї сторони та «укропів» з іншої (українська сторона вчасно і влучно наділила це прізвисько патріотичною конотацією), так зване «ополчення», яке намагаються видати за самоназву місцевих колаборантів.
Луганський публіцист Костянтин Скоркін, аналізуючи путінський міф «Новоросії» стверджує, що міф є стрижнем, котрий поєднує різнорідні елементи цього міфу: є «культ Великої Вітчизняної війни» — коли "Саме перемогу СРСР у війні сприймають за головний доказ правоти справи донбаського сепаратизму. Адже в рамках місцевої ідеології («особливого шляху Донбасу»), він протистоїть «фашистам», захищаючи цінності, за які «діди воювали». При цьому образом головного ворога мисляться вже не «німецько-фашистські загарбники», а «українські націоналісти» як "вороги СРСР та «русского міра» (з якими Сталін боровся в минулому, а Путін сьогодні). В есхатологічно-шизофренічній мрії-утопії про «небесну Новоросію» хворобливі фантоми про Христа як особливого «русского Бога» химерно поєднуються з гаслами «Ленін — Сталін — Путін!», «Побєда будет за намі!», «Побєдім фашистскую хунту!» (при цьому прояви «фашизму» вбачаються абсолютно у всьому українському, а «антифашизм» і «антиукраїнське» стають поняттями-синонімами).
| — Що у такій ситуації робити Україні, яка фактично перебуває між двома вогнями? З одного боку — сита Європа, яка нічого не хоче. З другого боку — Росія з великими апетитами і намаганням повернути під свій вплив Україну. — До цієї ситуації підходить порада Мао Цзедуна: розраховуйте на власні сили. Очевидно, що Росія, я маю на увазі Кремль, хоче посіяти розбрат. Я не вірю у воєнне втручання. Набагато простіше спровокувати конфлікт громадянський. У всякому разі — запустити заплутаність в умах.[190] |
У разі загострення ситуації спецбригади «„Зелених чоловічків“ інтернет-простору» — спеціально підібрані коментатори, блогери, журналісти, які утворюють бригади з метою впливу на український інформаційний простір починають активне обговорення актуальних тем: «загниваючий захід», «американський імперіалізм» чи, як сьогодні, «бандерівців» тощо.

## Термін в українській мові
В українському суспільстві існує декілька найменувань явища рос. «русский мир» українською мовою. Наразі паралельно з «російський світ» використовують терміни «русський світ», або «руський світ», фонетичну транслітерацію «рускій мір» та переклад, що базується на розумінні російської мови як основоположного чинника цього концепту — «російський світ».

## Ставлення
- Наразі як у російському інтернеті, так і в українському, релігійно-клерикальний підхід на означення «традиційних цінностей» руского міра отримав назву в формі інтернет-мему «гундяєвщина»  (рос. гундяевщина)
- Ідеологія в частині міфів і пропаганди про «країну-переможця» отримала в інтернет-просторі оформлення у вигляді інтернет-мему «побєдобєсіє»,[195][196][197][198][199][200] «побєдофіл»[201]. За влучним висловом російського православного протоієрея Г. Мітрофанова «побєдобєсіє» спрямоване на мілітаризацію свідомості, самовідданість народу ідеї «Русского міра», згуртовуванню населення навколо національного лідера. Згодом поняття розширилось і почало використовуватись в тому числі і на позначення «переможного „мила“» — істерії, навколо свята Перемоги у Росії та у деяких сусідніх країнах,[202][203] і навіть як «олімпійське „побєдобєсіє“» в Сочі 2014 на позначення згадки про допінговий скандал у Всеросійській федерації легкої атлетики, коли РФ забезпечила фальсифікації допінг-проб та проводячи паралелі між російським чемпіонатом світу-2018 й Олімпіадою в Берліні 1936-го та Олімпіадою в Москві 1980-го.[204]

Дане явище засвідчує, що олігархізація економіки і політики в суспільному житті Росії належить крупним фінансово-інформаційним угрупуванням. «Ведучою силою» в зрощуванні державної влади і бізнесу є ці крупні фінансово-інформаційні угрупування. Головний наслідок олігархії — що є вузька група багатих, і величезна група бідних. Щодо «ведучої сили» фінансово-інформаційних груп в олігархічній путінській Росії свідчить і той факт, що клан Путіна представлений петербурзькою інтелігенцією із Ленінградського державного університету, в число котрої входять лінгвісти і юристи: Сєчин Ігор Іванович (лінгвіст; романо-германська філологія), Іванов Сергій Борисович (славіст і лінгвіст), Козак Дмитро Миколайович (закінчив юридичний факультет Ленінградського державного університету), Чуров Володимир Євгенович (закінчив громадський дворічний факультет журналістики Ленінградського державного університету), Греф Герман Оскарович (юридичний факультет Ленінградського університету).
Ще Михайло Горбачов у 1994 році в передачі «Час пік» В. Лістьєва різко критикував представників тогочасної влади за втрату гласності, за монополізацію частини преси урядом, через що та вже знаходиться на пайку і вже не самостійна, а друга частина — теж не самостійна і знаходиться на пайку в фінансових і промислових груп, і в газетах абсолютно не та картина, яка відбувається в житті, і телебачення починає ставати таким же.
Щоб не було олігархії, мають бути прозорі рівні правила, які повинні працювати для всіх без винятків і при цьому і преса, і опозиція, і всі хто завгодно, в тому числі і державне керівництво повинні відмінно знати що відбувається: в першу чергу з бюджетними грошами, у другу чергу — з власністю.
Про природу диктатури і про посттоталітарну систему, її цілі і наслідки засилля ідеологічних політичних образів-штампів і гасел агітаційної пропаганди в формі плакатів, афіш і тд. широко описав Вацлав Гавел у есе «Сила безсилих» (1978):
| «Стало бути, причиною, що спонукала продавця овочів помістити гасло в вітрині, є не надія, що хтось його прочитає або що він когось у чомусь переконає, а щось інше: разом з тисячами інших гасел воно створює саме ту панораму, до якої всі звикли. Панорама ця, однак, має і своє приховане значення: вона нагадує людині, де вона живе і чого від нього хочуть, повідомляє йому про те, що роблять всі інші, і вказує, що і вона повинна робити, якщо не хоче бути відкинутою, опинитися в ізоляції, «виділитися з товариства», порушити «правила гри», ризикуючи тим самим втратити своє благополуччя і свою «безпеку». ... Тим не менше їх гасла, мабуть, взаємообумовлені: обидва були вивішені з оглядкою на загальну панораму і, як то кажуть, під її диктатом, однак, будучи частиною цієї панорами, обидва вони вносять лепту в здійснення диктату. Продавець овочів і службовець пристосовуються до обставин, і обидва тим самим ці умови і стверджують. Вони роблять те, що роблять все, що можна робити, що слід робити, однак при цьому — тим, що роблять це, — вони підтверджують, що це дійсно може і повинно робитися. Вони виконують певну вимогу і тим самим сприяють її закріпленню. Образно кажучи, без гасла продавця овочів не було б гасла службовця і навпаки: кожен іншому щось пропонує для наслідування і кожен від іншого цю пропозицію приймає. Їх взаємна байдужість до своїх гасел оманлива, бо насправді один своїм гаслом примушує іншого приймати дану гру, стверджуючи тим самим дану владу, іншими словами, вони допомагають утримувати один одного в слухняності. Обидва вони є об'єктом підпорядкування, але в той же час і його суб'єктом; вони є жертвами системи і її інструментом. Гасла, якими заліплене все районне місто і які ніхто не читає, це, стало бути, з одного боку, просто особистий рапорт районного секретаря секретарю обласному, але разом з тим вони містять і щось інше: приватне втілення принципу громадського «самототалітаризму». Воно є фундаментальним для посттоталітарної системи, бо допомагає залучати в державну структуру кожну людину, зрозуміло, не для того, щоб вона реалізувала в ній свою людську сутність, а щоб вона відмовилася від неї заради процвітання «сутності системи», щоб брала участь в загальному «саморуху», служила її «самоцільності», щоб поділяла відповідальність за неї, була в неї залучена і закріпачена нею, як Фауст Мефістофелем. Більш того, цією свою зв'язаністю вона повинна бути спільником у закріпленні загальноприйнятих норм і чинити тиск на громадян, котрі поряд; вона повинна зжитися з цією залежністю, з нею ідентифікуватися, як з чимось само собою зрозумілим і необхідним, а згодом вже самостійно класифікувати будь-який прояв незалежності як відхилення від норми, як нахабство, як напад на себе особисто, як якесь «випадіння з суспільства». Залучаючи таким чином всіх в свою структуру влади, посттоталітарна система перетворює їх в інструмент взаємної тотальності цього «самототалітарного» суспільства. Пов'язаними і поневоленими є практично всі: не тільки продавець овочів, але і глави урядів. Різне становище в державній ієрархії визначає лише різний ступінь цієї залученості: продавець овочів пов'язаний незначно, але настільки ж незначні і його можливості; глава уряду може, природно, більше, але зате він і в значно більшій мірі пов'язаний. Обидва вони, зрозуміло, є невільними, тільки кожен по-своєму. Таким чином, найближчим партнером людини в цій пов'язаності є не інша людина, а система як самоцільна структура. Положення в державній ієрархії диференціює людей за ступенем відповідальності і провини, але в той же час ні на кого повністю відповідальність і провину не покладаючи і нікого, з іншого боку, від відповідальності і провини повністю не звільняючи. Конфлікт між інтенціями життя і інтенціями системи не переростає в конфлікт двох соціально протиставлених громадських груп, і тільки поверхневий погляд дозволяє — і то лише приблизно — ділити суспільство на правлячих і пригноблених. |

## У культурі
Частково пародійно висвітлюється в комп'ютерних іграх серії C&C: Red Alert.

## Відображення у кінематографі
- Крути 1918 — фільм про події часів радянсько-української війни
- Чорний ворон — фільм про партизанів Холодного Яру
- На чорних лядах — фільм про партизанів Білоруської Народної Республіки
- Ціна правди — фільм про Голодомор-геноцид під час радянської окупації України
- Купала — фільм заборонений режимом Лукашенка у якому висвітлюється тема заборон білоруської мови урядом Російської імперії, знищення білоруської інтелігенції , депортації білорусів радянською владою, та русифікації